# Mount Hood Cycling Classic
El Mount Hood Cycling Classic va ser una competició ciclista per etapes que es disputava per les carreteres del Bosc Nacional de Mont Hood a l'estat d'Oregon, als Estats Units. Tenia competició masculina i femenina.

## Palmarès masculí
| Any  | Vencedor          | Segon               | Tercer             |
| ---- | ----------------- | ------------------- | ------------------ |
| 2003 | Dylan Sebel       | Russell Stevenson   | Evan Elken         |
| 2004 | Russell Stevenson | Evan Elken          | John Hunt          |
| 2005 | Svein Tuft        | Andrew Bajadali     | John Hunt          |
| 2006 | Nathan O'Neill    | Philip Zajicek      | Scott Moninger     |
| 2007 | Nathan O'Neill    | Philip Zajicek      | Ben Jacques-Maynes |
| 2008 | Rory Sutherland   | Darren Lill         | Ben Jacques-Maynes |
| 2009 | Paul Mach         | Christopher Baldwin | Corey Collier      |
| 2010 | Marc de Maar      | Michael Creed       | Nathaniel English  |
| 2011 | Nathaniel English | Sebastian Salas     | Stefano Barberi    |
| 2012 | Nathaniel Wilson  | Stephen Leece       | Nathaniel English  |
| 2013 | Cameron Cogburn   | Logan Loader        | Robin Eckmann      |

## Palmarès femení
| Any  | Vencedor           | Segon                  | Tercer            |
| ---- | ------------------ | ---------------------- | ----------------- |
| 2003 | Becky Broeder      | Lisa Magness           | Suz Weldon        |
| 2005 | Leah Goldstein     | Chrissy Ruiter         | Irene Mercer      |
| 2006 | Leah Goldstein     | Alisha Lion            | Mara Abbott       |
| 2007 | Leah Goldstein     | Felicia Gomez Greer    | Kristin Sanders   |
| 2008 | Julie Beveridge    | Jeannie Longo-Ciprelli | Leah Goldstein    |
| 2009 | Edwige Pitel       | Leah Goldstein         | Melissa Mcwhirter |
| 2010 | Molly Shaffer      | Robin Secrist          | Susan Butler      |
| 2011 | Kristin Armstrong  | Clara Hughes           | Kristin McGrath   |
| 2012 | Rhae Christie Shaw | Kelli Emmett           | Alison Tetrick    |
| 2013 | Amy Thornquist     | Alison Tetrick         | Anne Perry        |